# Cinéma danois

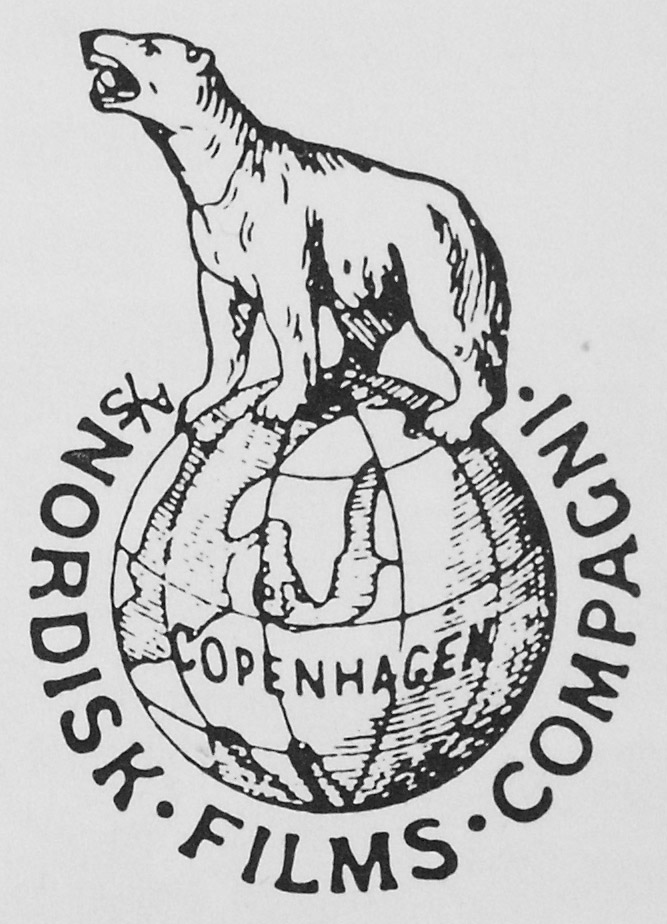
Logo de la Nordisk Film en 1909.

Le cinéma danois est l'ensemble de la création cinématographique réalisée au Danemark, depuis l'invention du cinéma.

## Caractéristiques
Historiquement, les films danois se sont démarqués par leur réalisme, les thèmes religieux et moraux, la franchise sexuelle ou l'innovation technique.

## Histoire

### L'âge d'or du muet
L'histoire du cinéma danois commence en 1897 avec le premier film danois tourné par Peter Elfelt : Des chiens groenlandais tirent un traîneau (Kørsel med grønlandske hunde). Elfelt tourna plus de 200 documentaires entre 1897 et 1914.
En 1906, est fondée la compagnie Nordisk, qui eut une forte influence sur le cinéma muet mondial. Sa prospérité financière et le succès mondial de films comme Les Quatre diables ou La Traite des Blanches inspira rapidement la création de nombreuses compagnies rivales dont la Biorama et la Kinografen en 1910 ou la Filmfabrikken Danmark en 1912.
Avec la diversité des compagnies, se développe une grande variété de genres cinématographiques. Dans les années 1910, le cinéma danois est réputé mondialement pour ses drames mondains et ses drames autour du thème du cirque. Un parfum de scandale provient de la présence dans les films de baisers plus longs et langoureux que dans les autres pays. 
Parmi les précurseurs du cinéma danois, on peut citer : Ole Olsen, Arnold Richard Nielsen, Viggo Larsen, Holger Rasmussen, Eduard Schnedler-Srensen, Alfred Lind, Robert Dinesen, August Blom, Urban Gad, Holger-Madsen et Benjamin Christensen.
Carl Theodor Dreyer (1889-1968) est le premier grand cinéaste danois (Le Maître du logis (1925), La Passion de Jeanne d'Arc (1927), Vampyr (1932), Jour de colère, La Parole, Gertrud...).

### Années 1940
- Princesse des faubourgs (1942) de Bodil Ipsen et Lau Lauritzen Jr.
- Jour de colère (Dies Iræ, 1943) de Carl Theodor Dreyer
- Mélodie de meurtre (en) (1945) de Bodil Ipsen
- La terre sera rouge (1946) de Bodil Ipsen, co-Grand Prix du Festival de Cannes 1946
- Ditte, Fille de l'Homme (da) (1946) de Bjarne Henning-Jensen (en), d'après le roman éponyme de Martin Andersen Nexø
- Le Soldat et Jenny (1947) de Johan Jacobsen

### Années 1950
Les films marquants sont :
- Les Chevaux rouges (da) (1950) de Alice O'Fredericks et Jon Iversen (en), immense succès populaire au Danemark
- Far til fire (da), minisérie (1953-1961) de Alice O'Fredericks puis d'autres
- La Parole (Ordet, 1955) de Carl Theodor Dreyer
- Kispus (da) (1956) d'Erik Balling, premier long-métrage danois en couleurs
- Bundfald (1957) réalisé par Palle Kjærulff-Schmidt, Bodil du meilleur film danois

### Années 1960
- Støv på hjernen (en) (1961) de Poul Bang (da)
- Gertrud (1964) de Carl Theodor Dreyer
- Un été au Tyrol (da) (1964) d'Erik Balling
- Passer passer piger (da) (1965) de Sven Methling (da)
- La Faim (1966) d'Henning Carlsen
- La Bande à Olsen d'Erik Balling. Cette comédie à succès aura treize suites.

### Années 1970
- La maison de Christianshavn (da), série télévisée (1970-1977) d'Erik Balling
- La Baignoire de Benny (1971) de Flemming Quist Møller et Jannik Hastrup
- Un divorce heureux (1975) d'Henning Carlsen
- You Are Not Alone (1978) de Lasse Nielsen et Ernst Johansen (da)
- Me and Charly de Morten Arnfred (en) et Henning Kristiansen (en)
- Matador, série télévisée (1978-1981) d'Erik Balling

### Années 1980
Le cinéma danois est à nouveau visible à l'international grâce à au moins trois réalisations :
- L'Arbre de la connaissance (1981) de Nils Malmros
- Element of Crime (1984) de Lars von Trier, Prix CST de l'artiste technicien au Festival de Cannes 1984
- Gauguin, le loup dans le soleil (1986) d'Henning Carlsen
- Le Festin de Babette (1987) de Gabriel Axel, Oscar du meilleur film international 1988
- Pelle le Conquérant (1987) de Bille August, Palme d'or au Festival de Cannes 1988
- Epidemic (1987) de Lars von Trier

### Années 1990
La visibilité du cinéma danois est alors assurée (entre autres réalisations) par 
- Les Meilleures Intentions (minisérie, 1991) de Bille August)
- Le Veilleur de nuit (1994) de Ole Bornedal)
- Europa (1991) de Lars von Trier, Prix CST de l'artiste technicien et Prix du jury du Festival de Cannes au Festival de Cannes 1991, et "Cheval de bronze" au Festival international du film de Stockholm 1991
- L'Hôpital et ses fantômes (1994-1997), minisérie de Lars von Trier
- Breaking the Waves (1996) de Lars von Trier
- Les Idiots (1998) de Lars von Trier
- Festen (La Célébration, 1998) de Thomas Vinterberg, Prix du jury du Festival de Cannes 1998
- Mifume (1999) de Søren Kragh-Jacobsen, Ours d'argent à la Berlinale
- Den eneste ene (L'Unique, 1999) de Susanne Bier

### Années 2000
- Bænken (Le Banc) (2000) de Per Fly
- Dancer in the Dark (Elsker dig for evigt, 2000) de Lars von Trier
- Open Hearts (2002) de Susanne Bier
- Wilbur (2002) de Lone Scherfig
- Voler Rembrandt (2003) de Jannik Johansen et Anders Thomas Jensen
- Les Bouchers verts (2003) de Anders Thomas Jensen
- It's All About Love (2003) den Thomas Vinterberg
- Dogville (2003) de Lars von Trier
- Five Obstructions (De Fem benspænd, 2003), film à sketches  de Lars von Trier et Jørgen Leth
- Inheritance (2003) de Per Fly
- Brothers (2004) de Susanne Bier
- Adam's Apples (2005) de Anders Thomas Jensen
- Dear Wendy (2005) de Thomas Vinterberg
- Manderlay (2005) de Lars von Trier
- Homicide (2005) de Per Fly
- After the Wedding (2006) de Susanne Bier
- Le Direktør (Direktøren for det hele, 2006) de Lars von Trier
- Antichrist (2009) de Lars von Trier

### Années 2010
- Revenge (Hævnen, 2010) de Susanne Bier
- Melancholia (2011) de Lars von Trier
- La Chasse (2012) de Thomas Vinterberg
- Nymphomaniac (2013) de Lars von Trier
- The House that Jack Built (2013) de Lars von Trier
- The Salvation (2014) de Kristian Levring

### Années 2020
- Drunk (2020) de Thomas Vinterberg

### Histoire récente
Le réalisateur danois dont le nom vient tout de suite à l'esprit aujourd'hui est Lars von Trier, avec des films comme Breaking the Waves, Dancer in the Dark (2000), Antichrist (2009), Melancholia (2011), Nymphomaniac (2013) ou The House that Jack Built (2018).
D'autres réalisateurs comme Gabriel Axel (avec Le Festin de Babette), Bille August (Pelle le Conquérant, Les Meilleures Intentions), Thomas Vinterberg (Festen, La Chasse), Søren Kragh-Jacobsen (Mifune), Susanne Bier (Open Hearts, Brothers) ou Nicolas Winding Refn (Pusher, Bronson, Drive) ont une reconnaissance à l'étranger.

### Listes et catégories
- Liste des longs métrages danois proposés à l'Oscar du meilleur film en langue étrangère
- Festivals de cinéma au Danemark
- Films danois par genre
- (en) Films A-Z
- (en) Films (chronologie)
- (en) Réalisateurs
- (en) Scénaristes
- (en) Compositeurs
- (en) Acteurs
- Prix cinématographiques danois (da)
- Nordic Council Film Prize depuis 2002
- Cinéma groenlandais